# Västerås
Västerås è una città della Svezia sud-orientale, capoluogo della contea di Västmanland.
È nota per essere un polo industriale di discrete dimensioni, con una forte presenza nel settore elettromeccanico.
La città ha un porto commerciale e turistico posto sul lago Mälaren che un tempo aveva anche funzioni di trasporto dei minerali estratti nei vari giacimenti di ferro di tutta la contea.
La città si vanta inoltre di essere stata la sede del primo ginnasio svedese ed inoltre sono presenti tutti i tipi di scuole fino alle medie superiori più un importante Politecnico.

## Storia
Le prime tracce scritte che menzionano la città di Mälarstaden (antico nome di Västerås) risalgono all'XI secolo.
Nel 1521 Gustavo Vasa vinse a Västerås un'importante battaglia contro i danesi.
Nel 1527 fu sede della dieta che aprì le porte della Svezia al Luteranesimo.
Un'altra dieta fu tenuta a Västerås nel 1544, in essa si fissò la successione diretta maschile alla corona, così come voluto dal re Gustavo I.

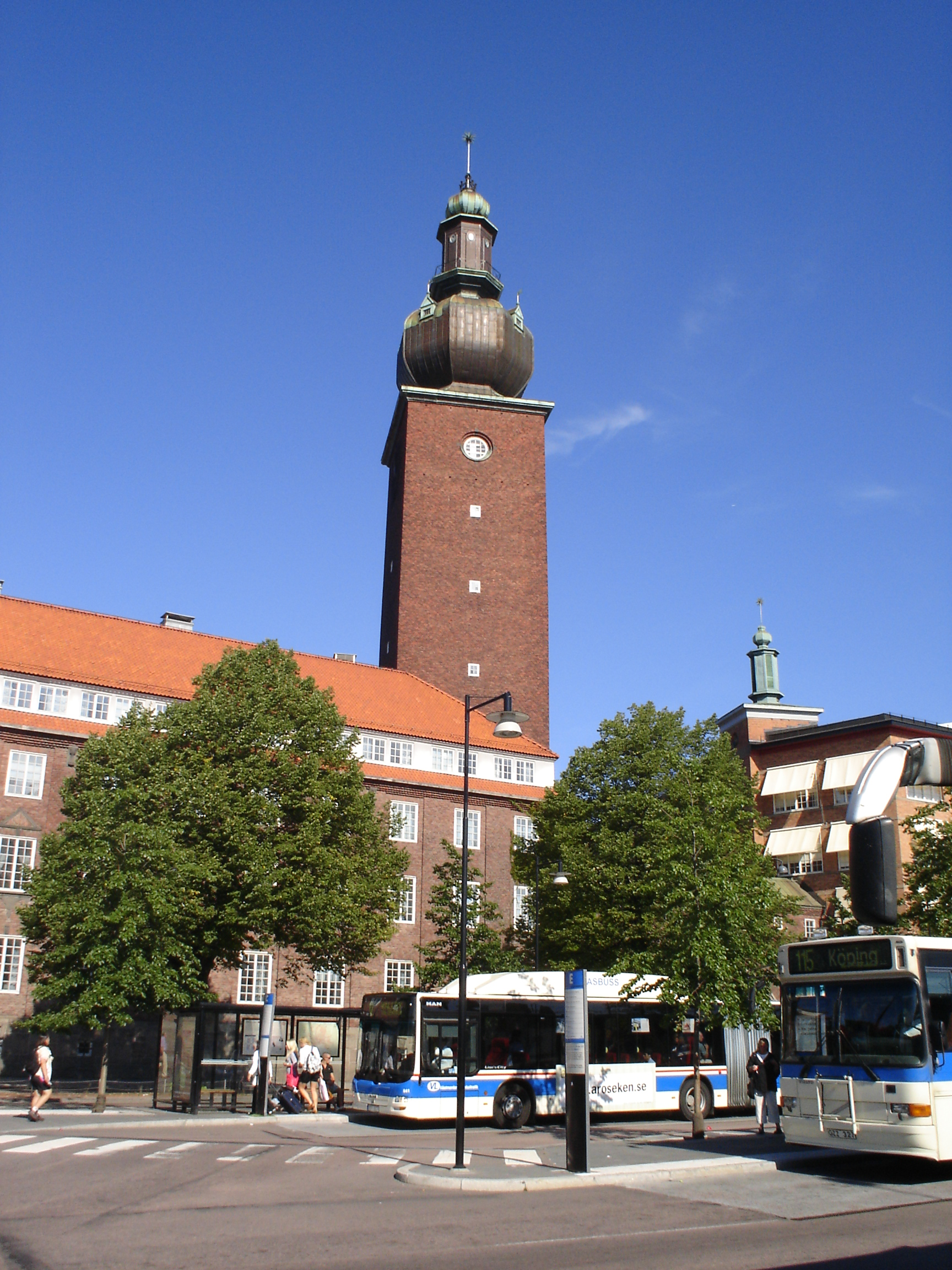
La vecchia sede della ASEA a Västerås.

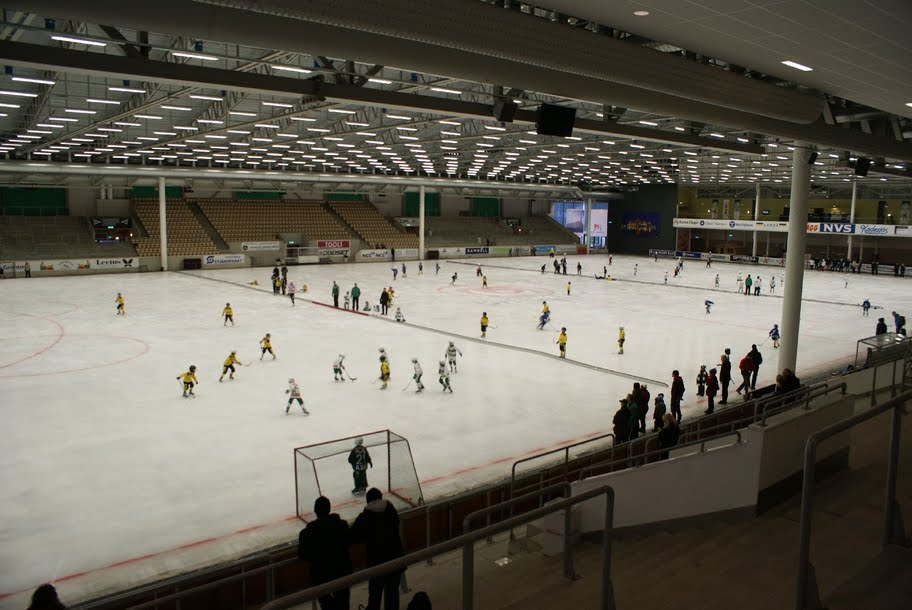
Bandy, ABB Arena Syd.

## Monumenti e luoghi d'interesse
- La Cattedrale di Västerås (eretta nel XIII sec., originariamente romanica poi ristrutturata con forme gotiche)
- Il castello (XIV sec.).

## Infrastrutture e trasporti
La città è servita dall'aeroporto di Stoccolma-Västerås e dalla stazione centrale di Västerås.